# CS Herediano
A Club Sport Herediano egy Costa Rica-i sport -és labdarúgóklub, melynek székhelye Herediában található. A klubot 1921-ben alapították, első osztályban szerepel.
A Costa Rica-i bajnokságot 24 alkalommal nyerte meg, ezáltal a Deportivo Saprissa és az LD Alajuelense után a harmadik legeredményesebb klub az országban. 
A Herediano az Alajuelenséhez hasonlóan még sohasem esett ki az első osztályból.
Hazai mérkőzéseit az Eladio Rosabal Corderóban játssza. A stadion 8000 fő befogadására alkalmas. A klub hivatalos színei: a sárga–piros.

## Sikerlista
- Costa Rica-i bajnok (24): 1921, 1922, 1924, 1927, 1930, 1931, 1932, 1933, 1935, 1937, 1947, 1948, 1951, 1955, 1961, 1978, 1979, 1981, 1985, 1987, 1992–93, Verano 2012, Verano 2013, Verano 2015